# Kō Matsushita
Kō Matsushita (jap. 松下 耕 Matsushita Kō; * 16. Oktober 1962 in der Präfektur Tokio) ist ein japanischer Komponist und Dirigent.

## Werdegang
Matsushita studierte Komposition am Kunitachi College of Music und nahm am Meisterkurs für Dirigieren am Kodaly-Institut in Kecskemét, Ungarn teil.

## Künstlerisches Wirken
Seine Kompositionen variieren stark von Werken, die auf traditioneller japanischer Musik basieren, bis zu klassischen Etüden für Chöre. Er ist derzeit Dirigent und künstlerischer Leiter von 14 Chören mit Konzertveranstaltungen in Japan, Europa, Amerika, Asien und bei denen die Chöre in internationalen Wettbewerben herausragende Leistungen erzielten.

## Auszeichnungen
Im Jahr 2005 wurde er als erster asiatischer Komponist mit dem Robert Edler-Preis für Chormusik in Anerkennung seiner herausragenden Leistungen weltweit auf dem Gebiet der Chormusik geehrt.

## Werke (Auswahl)
- Assumpta est Maria Nr. 2 aus: Drei Marianische Motetten
- Ave verum corpus (2012)
- De profundis clamavi
- Domine, fac me servum pacis tuae (2006)
- Exsultate justi in Domino (2014)
- Hodie beata Virgo Maria Nr. 3 aus: Drei Marianische Motetten
- Hodie Christus natus est (2007)
- Jubilate Deo
- Ne timeas, Maria Nr. 1 aus: Drei Marianische Motetten
- Nun komm, der Heiden Heiland (2012)
- Nunc dimittis
- O lux beata Trinitas (2006)
- O salutaris hostia (2006)
- Pater noster (2006)
- Stille Nacht (2013)
- Tenebrae factae sunt Responsorium in der Nocturn am Karfreitag
- Tota pulchra es Antiphon in der 2. Vesper zum Fest Maria Empfängnis
- Ubi caritas (2014) Antiphon für Gründonnerstag
- Usquequo Domine (2011)